# Nova Itarana
Nova Itarana este un oraș în statul Bahia (BA) din Brazilia.